# 哀王 (魏)
哀王（あいおう、紀元前340年以後 - 紀元前296年）は、中国戦国時代の魏の太子で、『史記』には魏の名目上の王として記載されている。名は政。恵王の子。竜陽君（龍陽君）はその寵臣であると言われる。
昭王が即位した後、哀王の諡号を追封された。